# 광주요
광주요(영어: KwangJuYo)는 대한민국의 도자 브랜드이다. 증류식 소주 브랜드 화요, 비채나 등 식음 사업에도 진출했다.

## 사업 부문
- 광주요
- 화요 : 2003년 설립한 증류식 소주 브랜드다.
- 비채나 : 2012년 서울특별시 용산구에 오픈한 한식 레스토랑이다. 현재는 롯데월드타워에 위치해 있다. 2017년부터 8년 연속 《미쉐린 가이드》의 스타 레스토랑으로 선정되었다.